# Área Estatística Micropolitana

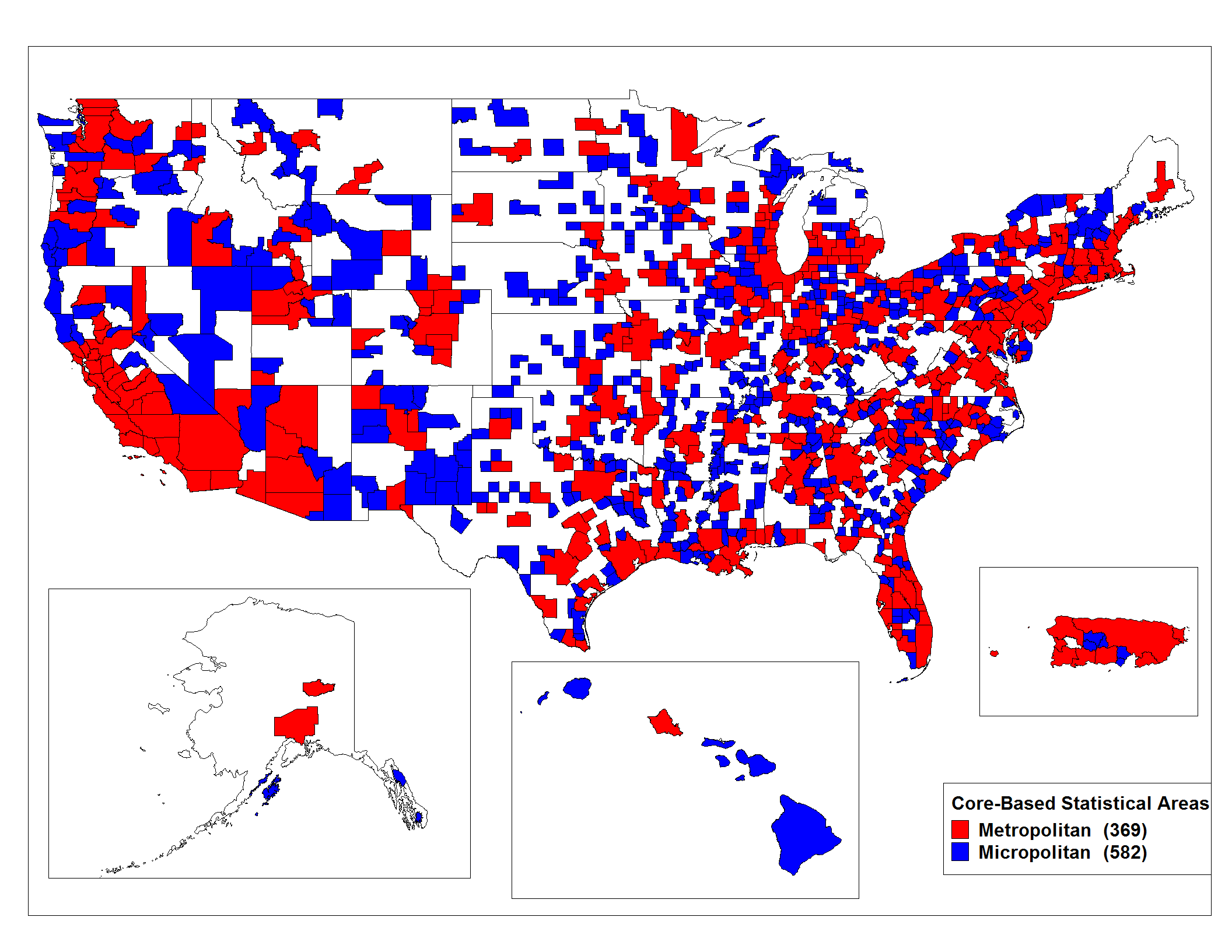
Mapa dos Estados Unidos mostrando as áreas estatísticas. Em vermelho, as áreas metropolitanas e em azul, as áreas micropolitanas

As Áreas Estatísticas Micropolitanas dos Estados Unidos (µSA, onde a inicial grega mu significa micro) são definidas pelo Departamento de Gestão e Orçamento (OMB) como áreas urbanas americanas onde a cidade sede possui uma população de 10.000 a 49.999 habitantes. Este tipo de designação foi criado em 2003. Como as Áreas Metropolitanas, as áreas micropolitanas são usadas como entidades geográficas para fins estatísticos baseados nos condados e Divisões-equivalentes. A OMB definiu 577 áreas micropolitanas no país.
O termo micropolitano foi criado por G. Scott Thomas em um artigo de 1989 na revista Demografia dos Estados Unidos e foi expandido em seu livro de 1990, O guia de avaliação para a vida em pequenas cidades nos EUA. Ganhou notoriedade na década de 1990 em descrever o crescimento dos centros populacionais nos EUA que foram removidos de grandes cidades, em alguns casos 160 km ou mais. Os Custos trabalhistas têm levado algumas áreas micropolitanas a subdividirem suas áreas e criar culturas suburbanas semelhantes às encontradas em áreas metropolitanas.
Cidades micropolitanas não tem importância política ou econômica como das cidades grandes, mas são significantes centros de população e produção, tirando trabalhadores e empresários para uma ampla área local. Como a designação é baseada na população da cidade sede e não na área ou população total, algumas área possuem população maiores do que algumas áreas metropolitanas. A maior dessas áreas, onde a cidade sede é Torrington, possui uma população de 180.000 habitantes em 2000. A população da cidade de Torrington no mesmo censo era de apenas 35.202 habitantes.
Muitas dessas áreas possuem altas taxas de crescimento, entretanto, todas as áreas micropolitanas combinadas possuem aproximadamente 10% da população total dos EUA.